# Johannes Franciscus Ribbius
Johannes Franciscus Ribbius (Lieshout, 12 mei 1791, aldaar 15 maart 1833) was een  Nederlandse politicus. Hij was van 1816 tot 1822 burgemeester van Lieshout.
Hij werd geboren als zoon van Johannes Jacobus Ribbius en Maria Theresia Beatrix Schenaerts. Zijn vader was rentmeester van de erfgenamen van de vrouwe van Lieshout, Anna Bout. In de Franse tijd waren de heerlijke rechten die Anna Bout bezat vervallen. In 1814 werd het benoemingsrecht hersteld, zij het dat het recht met betrekking tot burgemeesters werd afgezwakt tot een recht van voordracht.
De erfgenamen van Anna Bout maakten daarvan gebruik: op verzoek van hun rentmeester droegen ze diens zoon Johannes Franciscus voor als opvolger van burgemeester Arnold van Roij. Ribbius werd inderdaad op 5 november 1816 aangesteld tot burgemeester van Lieshout. Na een ambtsperiode van zes jaar werd hij opgevolgd door Hermanus Theodorus Goossens.
Naar hem is de Ribbiusstraat genoemd.